# Đại học Howard
Viện Đại học Howard hay Đại học Howard (tiếng Việt: Howard University) là một viện đại học ở thủ đô Washington, D.C. của Hoa Kỳ. Là một trường đại học da đen trước đây, Howard đã được thành lập năm 1867 theo lệnh của Quốc hội và được đặt tên theo Oliver O. Howard. Đây là nơi đào tạo ra nhiều tiến sĩ người Mỹ gốc Phi nhất ở Mỹ.

## Thông tin chung
Howard được thành lập năm 1867, và nguồn vốn ban đầu từ các nguồn từ thiện và quyên góp tư nhân và học phí. Một quỹ dành riêng của quốc hội hàng năm cung cấp ngân quỹ cho viện đại học này thuộc quản lý của Bộ Nội vụ. Ngày nay, viện đại học này là thành viên của Quỹ Học bổng Thurgood Marshall và được cung cấp quỹ một phần từ Chính phủ Mỹ, cấp khoảng 235 triệu USD mỗi năm. Viện đại học được đặt tên theo tướng Oliver O. Howard là ủy viên hội đồng của Freedmen's Bureau và là viện trưởng thứ ba của viện đại học. Viện đại học này dành cho cả nam sinh và nữ sinh. Howard có trường luật, y khoa, nha khoa và thần học. Trong năm 2003, viện đại học có khoảng 11.000 sinh viên, bao gồm 7000 sinh viên bậc đại học. Viện đại học có hoạt động bóng bầu dục thường niên.